# Sendeturm Schlüchtern
Der Sendeturm Schlüchtern ist eine Sendeanlage des Hessischen Rundfunks auf einer Anhöhe südlich von Schlüchtern an der „Alten Hohenzeller Straße“. Als Antennenträger dient ein freistehender Stahlfachwerkturm.
Ursprünglich plante der Hessische Rundfunk hier einen Füllsender, um die Stadt Schlüchtern besser mit den Programmen des Hessischen Rundfunks zu versorgen, da die Empfangslage, bedingt durch die Kessellage im Tal der Kinzig, schwierig ist und es wiederholt zu Beschwerden kam. Vorgesehen waren die 88,2 MHz für hr1, die 90,5 MHz für hr2, die 88,9 MHz für hr3 und die 91,5 MHz für hr4 Osthessen. Der Hessische Rundfunk kam jedoch von diesen Plänen ab, und die Frequenzen werden seitdem teilweise anderweitig verwendet. Am 13. Januar 2004 ging You FM in Schlüchtern on air, am 20. August 2007 hr3 und hr-info.

## Frequenzen und Programme

### Analoger Hörfunk (UKW)
| Frequenz (MHz) | Programm | RDS PS   | RDS PI | Regionalisierung | ERP (kW) | Richtcharakteristik rund (ND)/gerichtet (D) | Polarisation horizontal (H)/vertikal (V) |
| -------------- | -------- | -------- | ------ | ---------------- | -------- | ------------------------------------------- | ---------------------------------------- |
| 88,2           | You FM   | _YOU_FM_ | D366   | –                | 0,32     | ND                                          | H                                        |
| 88,9           | hr3      | __hr3___ | D363   | –                | 0,32     | D (250–210°)                                | H                                        |
| 91,5           | hr-info  | hr-iNFO_ | D367   | –                | 0,32     | ND                                          | H                                        |

### Analoges Fernsehen (PAL)
Bis zur Umstellung auf DVB-T wurden folgende Programme in analogem PAL gesendet:
| Kanal | Frequenz (MHz) | Programm       | ERP (kW) | Sendediagramm rund (ND)/ gerichtet (D) | Polarisation horizontal (H)/ vertikal (V) |
| ----- | -------------- | -------------- | -------- | -------------------------------------- | ----------------------------------------- |
| 6     | 182,25         | Das Erste (hr) | 0,003    | D                                      | H                                         |